# Koning Willem II Stadion
Koning Willem II Stadion – stadion piłkarski znajdujący się w mieście Tilburg, w Holandii. Został oddany do użytku 9 marca 1924. Od tego czasu swoje mecze na tym obiekcie rozgrywa występujący w Eredivisie zespół Willem II Tilburg. Największe przebudowy stadionu miały miejsce tuż po II wojnie światowej i w latach 1993–1995. Jego pojemność wynosi 14 500 miejsc.